# 블라디미르 솔로비요프 (우주 비행사)

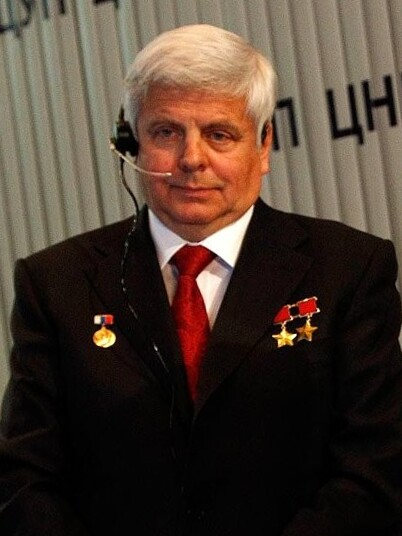
2011년 솔로비요프

블라디미르 알렉세예비치 솔로비요프(러시아어: Влади́мир Алексе́евич Соловьёв; 1946년 11월 11일 출생)는 전 소련과 러시아의 우주비행사이다.
그는 1978년 12월 1일 우주비행사로 선발되어 소유스 T-10과 소유스 T-15에서 항공기관사로 비행했으며, 총 361일 22시간 49분을 우주에서 보냈다. 그의 첫 비행인 소유스 T-10은 1984년 2월 8일 살류트 7호에 도킹하기 위해 이륙했다. 승무원들은 10개월 (거의 237일) 동안 수많은 의료 및 우주 제조 실험을 수행했다. 그들은 1984년 10월 2일 소유스 T-11을 타고 귀환했다. 솔로비요프의 두 번째 비행은 1986년 3월 13일 이륙하여 125일 후인 1986년 7월 16일 같은 우주선으로 귀환한 소유스 T-15에 탑승했다. T-15 임무 동안 승무원들은 살류트-7에서 새로운 미르 우주정거장으로 장비를 옮겼다. 그들은 전자의 마지막 탑승자이자 후자의 첫 탑승자였다.
솔로비요프는 그 후 몇 년 동안 미르 비행 책임자 (러시아 임무 통제)가 되었다. 그는 1994년 2월 18일 은퇴했지만, 국제우주정거장(ISS)의 러시아 부분을 지휘하기 위해 다시 돌아왔다.
솔로비요프는 결혼하여 두 자녀를 두고 있다.
그는 다음을 수상했다.
- 두 번의 소비에트 연방영웅 (1984년 10월 2일 및 1986년 7월 16일);
- 소련의 조종사-우주비행사;
- 명예 훈장 (러시아 연방);
- 우정 훈장 (러시아 연방);
- 두 개의 레닌 훈장(소련);
- 우주 탐사 공로 메달(러시아 연방);
- 레지옹 도뇌르 훈장 기사 (프랑스);
- 키르티 차크라 (인도).